# 刘天培
刘天培（1927年7月—），原名刘耀宗，男，江苏盐城人，中国药理学家，曾任南京医学院教授、博士生导师。